# Henry Howard (10e comte de Suffolk)
Pour les articles homonymes, voir Henry Howard et Howard.
Henry Howard, 10e comte de Suffolk (1er janvier 1706 – 22 avril 1745), de Audley End, Essex, appelé Lord Walden de 1731 à 1733 est un homme politique britannique qui siège à la Chambre des communes de 1727 à 1733, avant d'accéder à la pairie.

## Biographie
Il est le seul enfant de Charles Howard (9e comte de Suffolk) et de son épouse Henrietta Howard, fille d'Henry Hobart, 4e baronnet. Il est élevé par son père et a peu de contacts avec sa mère après qu'elle soit devenue la maîtresse du prince de Galles, plus tard George II. Il est admis au Magdalene College, à Cambridge.
Il est nommé député de Bere Alston par son oncle, John Hobart (1er comte de Buckinghamshire). Il vote toujours contre le gouvernement. À la mort de son père le 28 septembre 1733, il lui succède à la pairie sous le titre de comte de Suffolk et quitte son siège à la Chambre des communes.
Il épouse Sarah Inwen, fille de Thomas Inwen, brasseur de Southwark, le 13 mai 1735, avec une dot d'un montant de £ 25 000, ce qui lui permet de se libérer des hypothèques d’Audley End. Il meurt le 22 avril 1745 à l'âge de 39 ans sans aucun descendant et aucun frère à qui le titre pouvait être transmis. La lignée des comtes de Suffolk issue de l'arrière-arrière grand-père de Henry, Thomas Howard (1er comte de Suffolk), s'éteint ainsi et le titre passe à un arrière petit-fils du 1er comte (via le second fils de Thomas, lui aussi appelé Thomas), Henry Howard (11e comte de Suffolk).
La veuve d'Henry, Sarah, se remarie avec Lucius Cary, le 7 octobre 1872, 7e vicomte Falkland . Elle meurt le 27 mai 1776.